# Nada Praprotnik
Nada Praprotnik, slovenska botaničarka, 23. maj 1951, Jesenice, † 20. maj 2023, Begunje
Osnovno šolo je obiskovala v Žirovnici, gimnazijo pa na Jesenicah, kjer je leta 1970 tudi maturirala. Na Biotehniški fakulteti Univerze v Ljubljani je leta 1975 diplomirala, leta 1979 je magistrirala in leta 1988 uspešno zagovarjala doktorsko disertacijo z naslovom Ilirski florni element v Sloveniji. Za botaniko se je odločila že v osnovni šoli, na kar je vplivalo odraščanje v naravi ob vznožju Karavank.
Od leta 1975 dalje je bila zaposlena v Prirodoslovnem muzeju Slovenije kot vodja Kustodiata za botaniko, od leta 2002 dalje je bila muzejska svetnica. Vodila je Alpski botanični vrt Julijana v Trenti. Urejala in strokovno je obdelovala stare muzejske herbarijske zbirke. Ukvarjala se je z zgodovino botaničnih raziskovanj na Slovenskem in je raziskala življenje in delo botanikov oziroma naravoslovcev: Karel Zois, Franz Xaver von Wulfen, Balthasar Hacquet, Franc Hladnik, Henrik Freyer, Valentin Plemel, Andrej Fleischmann, Karel Dežman, Nikomed Rastern, Jurij Dolinar in Angela Piskernik. Preučevala je sistematiko, razširjenost in slovenska poimenovanja praprotnic in semenk v Sloveniji. Bila je načelnica Komisije za varstvo narave in Gorsko stražo ter članica upravnega odbora pri Planinski zvezi Slovenije (PZS). Komisija za varstvo gorske narave na PZS ji je podelila diplomo dr. Angele Piskernik.
Umrla je zaradi dolgotrajne bolezni nekaj dni pred 72. rojstnim dnem. Pokopana je na pokopališču v Breznici.